# Shoggoth
Les Shoggoths sont des monstres imaginaires créés par l’écrivain américain H. P. Lovecraft.
Les shoggoths figurent notamment dans le roman court Les Montagnes hallucinées (At the Mountains of Madness). Sortes d’amas gélatineux munis de multiples yeux et de gueules aux dents acérées, les Shoggoths sont avant tout composés d'une masse organique vivante et non différenciée, capable de créer n'importe quel tissu, organe, appareil, appendice, etc. à la demande ou au besoin. Les Shoggoths peuvent donc changer de forme, voire grossir et atteindre des proportions phénoménales. Ils seraient dotés d'une force considérable.
Ils auraient été créés par les « Anciens (en) » pour être de parfaits esclaves. Au début de leur histoire, les Anciens se servaient des shoggoths pour bâtir leurs cités cyclopéennes et n'avaient aucun problème à les maîtriser. Ces shoggoths obéissaient grâce à une sorte d'hypnose et vivaient uniquement sous la mer. Avec le temps, ils s'habituèrent à la vie terrestre et gagnèrent en indépendance grâce à un cerveau permanent. Puis, vint le jour où, suffisamment indépendants et se rendant compte de leur propre puissance, les shoggoths se rebellèrent contre leurs maîtres. Mais cette rébellion fut facilement maîtrisée grâce à la technologie avancée des Anciens. Ceux-ci reprirent le contrôle de leurs esclaves en intégrant une phase de domptage après la création des nouveaux shoggoths.
Un jour, les shoggoths n'eurent plus besoin de domptage et se remirent à obéir sans résistance. Leurs maîtres trouvèrent sans doute cela étrange mais ne se posèrent pas trop de questions car cette soumission les arrangeait (leur espèce était sur le déclin). Lorsque l'ère glaciaire que nous connaissons atteignit son paroxysme, les Anciens se concentrèrent dans une seule cité située en profondeur sous une autre se trouvant dans l'Antarctique (celle décrite dans Les Montagnes hallucinées).
Officiellement, on ne sait pas ce qui est arrivé à ceux ayant vécu dans la cité souterraine, mais on peut émettre une hypothèse que semble confirmer le narrateur des Montagnes hallucinées : il déclare que les Anciens décrits dans la nouvelle, retrouvés morts à la fin de celle-ci, étaient « sans doute » les derniers rescapés de leur espèce. Cependant, on retrouve des membres de cette race dans une autre nouvelle de Lovecraft La Maison de la Sorcière. Les Anciens venant des étoiles, cela laisse supposer que leur espèce continue de vivre ailleurs dans l'univers.
Apparemment, les shoggoths se seraient de nouveau rebellés à un moment de leur histoire et auraient massacré tous leurs anciens maîtres. Ils n'auraient donc jamais été réellement soumis et auraient simplement attendu le moment parfait pour se soulever (car ils étaient immortels et patients). Lorsque leurs maîtres étaient au bord de l'extinction (à cause de l'ère glaciaire), ils jugèrent que le moment était venu pour eux de se révolter. Cela signifierait qu'ils vivent toujours dans la cité souterraine de l'Antarctique.
Les Shoggoths figurent dans plusieurs récits du mythe de Cthulhu. Ils sont présents en tant que créatures monstrueuses et maléfiques dans la trilogie de Jean-Luc Marcastel intitulée Les Enfants d'Erebus, ainsi que dans une nouvelle (parodique) de Neil Gaiman, « La Spéciale des shoggoths à l'ancienne ».